# Теорема Риба об устойчивости
В математике Теорема Риба об устойчивости утверждает, что если слоение коразмерности  один имеет замкнутый слой с конечной фундаментальной группой, то все его слои замкнуты и имеют конечную фундаментальную группу. Доказана французским математиком Жоржем Рибом.

## Теорема Риба о локальной устойчивости
Теорема: Пусть {\displaystyle F}  гладкое (класса {\displaystyle C^{1}}) слоение коразмерности {\displaystyle k} на многообразии {\displaystyle M} и {\displaystyle L} компактный слой с конечной группой голономии. Тогда всякая трубчатая окрестность слоя {\displaystyle L} содержит меньшую окрестность {\displaystyle U}, состоящую из целых слоев слоения {\displaystyle F} (т.н. насыщенную окрестность), все слои которой являются компактными и имеют конечную группу голономии. Более того, определена ретракция {\displaystyle \pi :U\to L} такая, что для каждого слоя {\displaystyle L'\subset U}, отображение {\displaystyle \pi |_{L'}:L'\to L} является конечнолистным накрытием и для каждой точки  {\displaystyle y\in L}, прообраз {\displaystyle \pi ^{-1}(y)} гомеоморфен диску {\displaystyle D^{k}} и трансверсален слоям {\displaystyle F}. 
В частности, если  слой {\displaystyle L} односвязен, то он обладает насыщенной
окрестностью, слоение в которой диффеоморфно слоению {\displaystyle \{L\times t\}} произведения {\displaystyle L\times D^{k}}.
Теорема также может быть сформулирована для некомпактного слоя.

## Теорема Риба о глобальной стабильности
В теории слоений весьма интересным представляется вопрос о том, как наличие у слоения компактного слоя влияет на глобальную структуру слоения. Для некоторых классов слоений эта задача имеет решение.
Теорема: Пусть {\displaystyle F} гладкое (класса {\displaystyle C^{1}}) слоение коразмерности 1 на замкнутом многообразии {\displaystyle M}. Если {\displaystyle F} имеет компактный слой {\displaystyle L} с конечной фундаментальной группой, то все слои  {\displaystyle F} также являются компактными и имеют конечную фундаментальную группу. Если слоение {\displaystyle F} трансверсально ориентируемо, то каждый слой {\displaystyle F} диффеоморфен {\displaystyle L}; при этом многообразие {\displaystyle M} является тотальным пространством расслоения {\displaystyle f:M\to S^{1}} над окружностью {\displaystyle S^{1}} со слоем {\displaystyle L}.
Эта теорема верна также и для многообразия с краем, при условии, что слоение касается некоторых компонент границы, а другим трансверсально.. В этом случае, из неё следует теорема Риба о сфере.
Теорема Риба о глобальной стабильности неверна для слоений коразмерности большей единицы. Однако, для некоторых специальных классов слоений справедливы аналогичные результаты:
- При наличии специальной трансверсальной структуры:

Теорема: Пусть {\displaystyle F} полное конформное слоение коразмерности {\displaystyle k\geq 3} на связном многообразии {\displaystyle M}. Если {\displaystyle F} имеет компактный слой с конечной группой голономии, то все слои {\displaystyle F} являются компактными и имеют конечную группу голономии.
- Для голоморфных слоений на кэлеровых многообразиях:

Теорема: Пусть {\displaystyle F} голоморфное слоение коразмерности  {\displaystyle k} на компактном комплексном кэлеровом многообразии.  Если {\displaystyle F} имеет компактный слой с конечной группой голономии, то все слои {\displaystyle F} являются компактными и имеют конечную группу голономии.